# زانثينات
الزانثين (Xanthene) مركب عضوي صيغته C13H10O، ويوجد على هيئة صلب أصفر.
هذا المركب هو مركب حلقي غير متجانس ويتألف بنيوياً من ثلاث حلقات مندمجة، تكون المركزية منها حاوية على ذرة أكسجين، مع وجود حلقتي فينيل على الطرفين. بذلك يمكن تسمية المركب على الشكل: ثنائي فينيل البيران. هذا المركب غير معروف، ولكن العديد من مشتقاته هي مركبات معروفة، وخاصة في مجال الصباغة.

## أصبغة الزانثينات
تعرف الزانثينات بأنها المركبات الحاوية على وحدة زانثين (ثنائي فينيل البيران) في بنيتها الكيميائية، وتلك المركبات مستخدمة بشكل واسع في مجال الصباغة.
من الأمثلة عليها كل من أصبغة الرودامين والفلوريسين واليوسين.